# Pajenisjaure
Pajenisjaure (aktuell stavning Bajenisjávrre) är en sjö i Jokkmokks kommun i Lappland och ingår i Piteälvens huvudavrinningsområde. Sjön har en area på 0,631 kvadratkilometer och ligger 371 meter över havet.

## Delavrinningsområde
Pajenisjaure ingår i det delavrinningsområde (734515-169310) som SMHI kallar för Utloppet av Pajenisjaure. Medelhöjden är 406 meter över havet och ytan är 12,61 kvadratkilometer. Det finns inga avrinningsområden uppströms utan avrinningsområdet är högsta punkten. Vattendraget som avvattnar avrinningsområdet har biflödesordning 4, vilket innebär att vattnet flödar genom totalt 4 vattendrag innan det når havet efter 132 kilometer. Avrinningsområdet består mestadels av skog (72 procent) och sankmarker (12 procent). Avrinningsområdet har 1,31 kvadratkilometer vattenytor vilket ger det en sjöprocent på 10,3 procent.